# 60. Oscar-gála
A 60. Oscar-gálán az Amerikai Filmművészetek és Filmtudományok Akadémiája (AMPAS) az 1987-es év legjobb filmjeit és filmeseit részesítette elismerésben. A ceremónia alatt az Akadémia 22 kategóriában díjazta az alkotásokat. Az előző évi díjátadó után ismét Chevy Chase volt a ceremónia házigazdája, melyet 1988. április 11-én tartottak meg.
A legtöbb, kilenc díjat Az utolsó császár című életrajzi dráma nyerte meg, beleértve a legjobb filmnek járó díjat is. A legjobb női főszereplő Cher, a legjobb női mellékszereplő Olympia Dukakis lett, mindketten a Holdkórosok című filmben nyújtott alakításukért vehették át a díjat. A legjobb férfi főszereplő Michael Douglas (Tőzsdecápák), a legjobb férfi mellékszereplő Sean Connery (Aki legyőzte Al Caponét) lett.

## Díjazottak
| Kategória                     | Győztes                            |                                                         |
| ----------------------------- | ---------------------------------- | ------------------------------------------------------- |
| Legjobb film                  | Az utolsó császár                  | Jeremy Thomas                                           |
| Legjobb férfi főszereplő      | Michael Douglas                    | Tőzsdecápák                                             |
| Legjobb női főszereplő        | Cher                               | Holdkórosok                                             |
| Legjobb férfi mellékszereplő  | Sean Connery                       | Aki legyőzte Al Caponét                                 |
| Legjobb női mellékszereplő    | Olympia Dukakis                    | Holdkórosok                                             |
| Legjobb rendező               | Bernardo Bertolucci                | Az utolsó császár                                       |
| Legjobb eredeti forgatókönyv  | Holdkórosok                        | John Patrick Shanley                                    |
| Legjobb adaptált forgatókönyv | Az utolsó császár                  | Mark Peploe, Bernardo Bertolucci                        |
| Legjobb fényképezés           | Az utolsó császár                  | Vittorio Storaro                                        |
| Legjobb vágás                 | Az utolsó császár                  | Gabriella Cristiani                                     |
| Legjobb látványtervezés       | Az utolsó császár                  | Ferdinando Scarfiotti, Bruno Cesari, Osvaldo Desideri   |
| Legjobb kosztümtervező        | Az utolsó császár                  | James Acheson                                           |
| Legjobb smink/maszk           | Óriásláb esete Hendersonékkal      | Rick Baker                                              |
| Legjobb eredeti filmzene      | Az utolsó császár                  | Ryuichi Sakamoto, David Byrne, Cong Su                  |
| Legjobb eredeti betétdal      | Piszkos tánc                       | „(I've Had) The Time of My Life”                        |
| Legjobb hang                  | Az utolsó császár                  | Bill Rowe, Ivan Sharrock                                |
| Legjobb képi effektusok       | Vérbeli hajsza                     | Dennis Muren, Bill George, Harley Jessup, Kenneth Smith |
| Legjobb idegen nyelvű film    | Babettes gæstebud                  | Dánia                                                   |
| Legjobb dokumentumfilm        | The Ten-Year Lunch                 | Aviva Slesin                                            |
| Legjobb rövid dokumentumfilm  | Young at Heart                     | Sue Marx, Pamela Conn                                   |
| Legjobb animációs rövidfilm   | L'homme qui plantait des arbres    | Frédéric Back                                           |
| Legjobb rövidfilm             | Ray's Male Heterosexual Dance Hall | Jonathan Sanger, Jana Sue Memel                         |

## Kategóriák és jelöltek

### Legjobb film
Az utolsó császár (Jeremy Thomas)
- A híradó sztárjai (James L. Brooks)
- Végzetes vonzerő (Stanley R. Jaffe, Sherry Lansing)
- Remény és dicsőség (John Boorman)
- Holdkórosok (Patrick J. Palmer, Norman Jewison)

### Legjobb színész
Michael Douglas (Tőzsdecápák)
- William Hurt (A híradó sztárjai)
- Robin Williams (Jó reggelt, Vietnam!)
- Jack Nicholson (Gyomok között)
- Marcello Mastroianni (Oci ciornie)

### Legjobb színésznő
Cher (Holdkórosok)
- Sally Kirkland (Anna)
- Holly Hunter (A híradó sztárjai)
- Glenn Close (Végzetes vonzerő)
- Meryl Streep (Gyomok között)

### Legjobb mellékszereplő színész
Sean Connery, Aki legyőzte Al Caponét
- Albert Brooks, A híradó sztárjai
- Denzel Washington, Kiálts szabadságot (Cry Freedom)
- Vincent Gardenia, Holdkórosok
- Morgan Freeman, A hamis riport

### Legjobb mellékszereplő színésznő
Olympia Dukakis (Holdkórosok)
- Anne Archer (Végzetes vonzerő)
- Norma Aleandro (Gaby: A True Story)
- Anne Ramsey (Dobjuk ki anyut a vonatból!)
- Ann Sothern (Bálnák augusztusban)

### Legjobb rendező
Bernardo Bertolucci (Az utolsó császár)
- Adrian Lyne (Végzetes vonzerő)
- John Boorman (Remény és dicsőség)
- Lasse Hallström (Kutyasors)
- Norman Jewison (Holdkórosok)

### Legjobb eredeti forgatókönyv
Holdkórosok (John Patrick Shanley)
- Viszontlátásra, gyerekek! (Louis Malle)
- A híradó sztárjai (James L. Brooks)
- Remény és dicsőség (John Boorman)
- A rádió aranykora (Woody Allen)

### Legjobb adaptált forgatókönyv
Az utolsó császár (Mark Peploe, Bernardo Bertolucci)
- The Dead (Tony Huston)
- Végzetes vonzerő (James Dearden)
- Acéllövedék (Stanley Kubrick, Michael Herr, Gustav Hasford)
- Kutyasors (Lasse Hallström, Reidar Jönsson, Brasse Brännström, Per Berglund)

### Legjobb fényképezés
Az utolsó császár (Vittorio Storaro)
- A híradó sztárjai (Michael Ballhaus)
- A nap birodalma (Allen Daviau)
- Remény és dicsőség (Philippe Rousselot)
- Azok a véres napok (Haskell Wexler)

### Legjobb vágás
Az utolsó császár (Gabriella Cristiani)
- A híradó sztárjai (Richard Marks)
- A nap birodalma (Michael Kahn)
- Végzetes vonzerő (Michael Kahn, Peter E. Berger)
- Robotzsaru (Frank J. Urioste)

### Legjobb látványtervezés
Az utolsó császár (Ferdinando Scarfiotti, Bruno Cesari, Osvaldo Desideri)
- A nap birodalma (Norman Reynolds, Harry Cordwell)
- Remény és dicsőség (Anthony Pratt, Joanne Woollard)
- A rádió aranykora (Santo Loquasto, Carol Joffe, Leslie Bloom, George DeTitta Jr.)
- Aki legyőzte Al Caponét (Patrizia von Brandenstein, William A. Elliott, Hal Gausman)

### Legjobb kosztümtervező
Az utolsó császár (James Acheson)
- The Dead (Dorothy Jeakins)
- A nap birodalma (Bob Ringwood)
- Maurice (Jenny Beavan, John Bright)
- Aki legyőzte Al Caponét (Marilyn Vance)

### Legjobb smink/maszk
Óriásláb esete Hendersonékkal (Rick Baker)
- Sittmentes Új Évet! (Robert Laden)

### Legjobb eredeti filmzene
Az utolsó császár (The Last Emperor) (Szakamoto Rjúicsi, David Byrne, Szu Cung (Sū Cōng))
- Kiálts szabadságot (Cry Freedom) (George Fenton, Jonas Gwangwa)
- A nap birodalma (Empire of the Sun) (John Williams)
- Aki legyőzte Al Caponét (The Untouchables) (Ennio Morricone)
- Az eastwick-i boszorkányok (The Witches of Eastwick) (John Williams)

### Legjobb eredeti betétdal
Dirty Dancing – Piszkos tánc – Frankie Previte, John DeNicola, Donald Markowitz, Frankie Previte: „(I've Had) The Time of My Life”
- Beverly Hills-i zsaru 2. – Harold Faltermeyer, Keith Forsey, Harold Faltermeyer, Keith Forsey, Bob Seger: „Shakedown”
- Kiálts szabadságot (Cry Freedom) – George Fenton, Jonas Gwangwa: „Cry Freedom”
- Próbababa – Albert Hammond, Diane Warren: „Nothing's Gonna Stop Us Now”
- A herceg menyasszonya – Willy De Ville: „Storybook Love”

### Legjobb hang
Az utolsó császár (Bill Rowe, Ivan Sharrock)
- A nap birodalma (Robert Knudson, Don Digirolamo, John Boyd, Tony Dawe)
- Halálos fegyver (Les Fresholtz, Rick Alexander, Vern Poore, Bill Nelson)
- Robotzsaru (Michael J. Kohut, Carlos DeLarios, Aaron Rochin, Robert Wald)
- Az eastwick-i boszorkányok (Wayne Artman, Tom Beckert, Tom E. Dahl, Art Rochester)

### Legjobb képi effektusok
Vérbeli hajsza (Dennis Muren, Bill George, Harley Jessup, Kenneth Smith)
- Ragadozó (Joel Hynek, Robert M. Greenberg, Richard Greenberg, Stan Winston)

### Legjobb idegen nyelvű film
Babettes gæstebud (Dánia)
- Asignatura aprobada (Spanyolország)
- Viszontlátásra, gyerekek! (Franciaország)
- A család (Olaszország)
- Rache des Fährtensuchers (Norvégia)

### Legjobb dokumentumfilm
The Ten-Year Lunch (Aviva Slesin)
- Eyes on the Prize (Callie Crossley, James A. DeVinney)
- Hellfire: A Journey from Hiroshima (John Junkerman, John W. Dower)
- Radio Bikini (Robert Stone)
- A Stitch for Time (Barbara Herbich, Cyril Christo)

### Legjobb rövid dokumentumfilm
Young at Heart (Sue Marx, Pamela Conn)
- Frances Steloff: Memoirs of a Bookseller (Deborah Dickson)
- In the Wee Wee Hours... (Frantisek Daniel, Izak Ben-Meir)
- Language Says It All (Megan Williams)
- Silver Into Gold (Lynn Mueller)

### Legjobb animációs rövidfilm
L'homme qui plantait des arbres (Frédéric Back)
- George and Rosemary (Eunice Macaulay)
- Your Face (Bill Plympton)

### Legjobb rövidfilm
Ray's Male Heterosexual Dance Hall (Jonathan Sanger, Jana Sue Memel)
- Making Waves (Ann Wingate)
- Shoeshine (Robert Katz)

## Végső eredmény
(Győzelem/jelölés)
| 9/9 | Az utolsó császár             |
| 3/6 | Holdkórosok                   |
| 1/4 | Aki legyőzte Al Caponét       |
| 1/1 | Dirty Dancing – Piszkos tánc  |
| 1/1 | Tőzsdecápák                   |
| 1/1 | Óriásláb esete Hendersonékkal |
| 1/1 | Vérbeli hajsza                |